# Dalie Desmarais-Rondeau
Dalie Desmarais-Rondeau est un des personnages principaux de la série québécoise Tactik, interprétée par la comédienne Frédérique Dufort. En véritable  « Miss Parfaite », Dalie est une joueuse de soccer persévérante et positive. Dans les deux premières saisons, elle a développé des sentiments pour Mikaël Vesko, mais dans la troisième saison, elle est attirée par son ami d'enfance Samuel Langevin. En 2011, Frédérique Dufort a remporté le Prix Gémeaux de la meilleure interprétation dans un premier rôle - jeunesse pour son interprétation de Dalie.

« Elle n'a plus de patience, n'est plus vraiment sympathique, moins sociable, et elle se pense au-dessus des affaires. Elle n'est plus vraiment terre à terre, et disons qu'elle s'amuse à rire des difficultés des autres. C'est la fille parfaite qui ont transformés [les créateurs de la série]. Ce n'est plus la fille parfaite au point qu'elle à ses défauts elle aussi. »

— Frédérique Dufort à propos de l'évolution de Dalie.

## Comportement
En général, Dalie est vue comme une fille énergique et positive, mais elle a également un profond désir d'être la meilleure. Elle est têtue, mais ça reste tout de même une fille sociable, ouverte et attentionnée. À la fois directe et fonceuse, elle possède un certain esprit de compétition, ce qui fait d'elle, la meilleure joueuse de soccer de Valmont, selon Delphine Renzetti. Elle ne se laisse pas intimider par les gars et ce dès la première saison lorsqu'elle s'inscrit dans l'Épik. Dalie est intelligente et obtient de bonnes notes à l'école, mais peut se montrer désobéissante, comme s'inscrire dans une équipe de soccer sans le dire à ses parents, et qui en plus, cherche l'argent pour payer son entrée dans l'équipe. Elle a aussi un caractère plus réservée et ne dit pas toujours tout à sa meilleure amie, Béatrice, ce qui occasionne parfois des disputes. Dans la saison 4, elle devient incroyablement insupportable, intense et studieuse. Dalie souffre également d'asthme.  
Elle vit avec ses parents et sa sœur cadette dans un jumelé de trois chambres. Sa mère est une peintre aux tableaux excentriques, qui parfois, surprotège un peu trop ses filles. Son père est un grand philosophe, ami des plantes, et un sage. Sa sœur (en l'honneur de la peintre Frida Kahlo), est déjà une grande comédienne pour son âge, et son but dans sa vie est de devenir une actrice populaire. Pour Dalie, sa passion est le soccer, bien que ses parents l'ont obligé à jouer du violon et de la flûte traversière, même si Dalie ne voit aucun bonheur à jouer de ces instruments. À partir de la saison 2, elle pratique uniquement la flûte. Dans la saison 4, Dalie devient présidente de son école ainsi que coprésidente de coopération internationale pour venir en aide aux démunis au Mali. Du côté amoureux, Dalie est tombée amoureuse de Mikael Vesko, un nouveau. Il l'aimait lui aussi, mais il était aussi tombé amoureux de Lorane, une espèce de chipie, et Mikael a déjà été en couple avec celle-ci. Après la relation de Mikael et Lorane, Dalie est sortie avec Mikael pendant quelques semaines. Elle a rompu avec ce dernier parce qu'il avait trahi.
Après une pause de quelques jours, Dalie et Mikael se remettent en couple, mais à la fin de la saison 2, Dalie embrassa Samuel, son meilleur ami. Dalie a été en couple avec Samuel dans la troisième saison, jusqu'à leur rupture . Ils se remettront ensemble dans la saison 4. Dans l'épisode Grands parleurs..., on apprend que Dalie avait l'intention de rester vierge jusqu'au mariage, mais après avoir réalisé qu'Émilie avait déjà couché avec Carl, elle décide qu'elle couchera avec Samuel à l'adolescence. À la fin de la saison 4, Samuel a un fantasme sur une autre fille qu'elle, mais elle ignore de qui il s'agit pour le moment.

### Saison 1
Dalie Desmarais joue de la flûte traversière, ce qui la déprime énormément, puisqu'elle n'a aucun plaisir à jouer de cet instrument. Elle est encore plus déprimée quand ses parents la forcent à jouer du violon, ce dont elle est incapable. Elle s'enfuit de chez elle pour se rendre au parc. Là-bas, elle fait la rencontre de Samuel Langevin, un joueur de soccer, qui est encore plus déprimé qu'elle. Ils se racontent tous les deux leurs problèmes. Après avoir joué au soccer avec Samuel, Dalie se découvre une grande passion pour ce sport, et décide de faire partie d'une équipe. Malheureusement, ses parents refusent qu'elle soit dans une équipe de soccer, ce qui coûte vraiment trop cher. Mais Dalie se rebelle et s'inscrit en cachette dans la même équipe de soccer que Samuel. Bien sûr, Dalie doit trouver l'argent pour faire partie de l'Épik (le nom de l'équipe de soccer), sans le demander à ses parents. Elle fait la rencontre de Mikael, un nouveau sportif qui vient de débarquer à Valmont. Elle tombe sous son charme (tout comme lui), mais sa meilleure amie, Béa, est aussi amoureuse de lui. Dalie décide de ne rien lui dire, ne souhaitant pas compromettre son amitié avec Béa à cause d'un garçon. Finalement, Dalie trouve l'argent pour s'inscrire dans l'Épik. Mais ses parents le découvrent et décident de la punir, en lui interdisant de se rendre à son premier entraînement. Quand la punition de Dalie est finie, elle peut enfin retourner jouer au soccer avec l'Épik. Cependant, les garçons de son équipe (y compris Samuel) ne l'acceptent pas vraiment dans l'équipe, à cause de son sexe.

### Saison 2
Rick Vallières (le directeur de la ligue) vient mettre des bâtons dans les roues de l'Épik, en faisant un échange d'entraîneur. Pendant deux semaines, Reda (son coach) entraînera les Crampons, tandis que les joueurs de l'épik devront soutenir Vallières. Voyant que les garçons ont développé un esprit de compétition malsain depuis l'arrivée de Vallières, Dalie décide de lâcher l'Épik, jusqu'au retour de Reda. Du côté amoureux, Dalie est en couple avec Mikael pendant assez longtemps. Elle finit par rompre, car ce dernier lui a menti et l'a trahie. Après une pause de quelques semaines, Dalie et Mikael se remettent ensemble. Mais les problèmes de soccer se compliquent : Reda se fait arrêter pour avoir brisé le cadenas d'un conteneur privé, pour faire de la récupération alimentaire. La ligue le renvoie, puisqu'il n'a pas une bonne influence sur les jeunes. Après le départ de Reda, Vallières décide de faire des équipes seulement masculines, c'est-à-dire que Dalie et Rose (fille qui arrive dans l'Épik à la fin de la saison 1) ne pourront plus jouer au soccer. Mais pour Dalie, pas question de lâcher sa passion. C'est alors que Dalie et Rose font un pacte avec Vallières : elles doivent faire une équipe de filles en 24 heures. Si elles échouent, elles cesseront de se plaindre. Dalie et Rose réussissent à former une équipe de filles : l'Unik, dont Dalie est la fière capitaine. Pour ses histoires d'amour, Dalie embrasse accidentellement Samuel (son meilleur ami) à la fin de la saison 2.

### Saison 3
Dalie est complètement chamboulée : elle a embrassé Samuel, alors qu'elle est en couple avec son meilleur ami, Mikael. Elle ne sait pas comment dire a Mikael qu'elle a embrassé Samuel. C'est finalement Samuel qui dit à Mikael qu'il a embrassé sa blonde (bien sûr, Samuel lui dit que c'est par accident) et elle rompt avec Mikael. De plus, Dalie et sa sœur Frida doivent aller habiter chez les Langevin pendant deux semaines, puisque ses parents partent au Nicaragua, en Amérique centrale. Dalie et Samuel ne savent pas comment se comporter l'un envers l'autre. Ils passent de plus en plus de temps ensemble, et Dalie commence à ressentir des sentiments pour lui, et ils finissent par sortir ensemble. Jusque-là, tout va bien, mais ce n'est pas si parfait que ça : à cause des disputes de son équipe (l'Unik), Reda risque de ne pas entraîner l'Unik l'année suivante et Dalie devra supporter le divorce de ses parents. Dalie tombe alors dans une légère dépression et Samuel rompt avec elle à cause de cela et à l'école, ses notes baissent tranquillement. Réalisant que sa famille et ses amis ne règlent pas ses problèmes, Dalie décide de consulter une psychologue. Simone (la psy) croit que sa dépression ait rapport avec l'orgueil et le perfectionnisme de Dalie puisqu'elle n'est plus aussi « parfaite ». Heureusement pour Dalie, ses parents se remettent ensemble. Dalie est également nommée « adjointe » de l'Épik et aura la chance de rencontrer Patrick Leduc avec les joueurs de l'Épik. Mais Samuel lui avouera ses sentiments, Dalie le repousse en raison qu'elle a quelqu'un d'autre dans sa vie.

### Saison 4
Au début de la saison, Dalie fréquente l'ex-amoureux vancouvérois de Chastity, Derek, au grand dam de Samuel. Elle rompt avec lui après avoir découvert son arrogance. Après sa rupture avec Derek, Dalie se remet avec Samuel puisqu'elle se rendit compte qu'elle est toujours amoureuse de lui. Concernant sa vie communautaire, elle deviendra présidente de son école et aura même une nomination aux Méritas de la commission scolaire. Elle sera également coprésidente d'un voyage de coopération internationale au Mali avec l'aide d'Émilie Clermont et sans le vouloir, Émilie tapera royalement sur les nerfs de Dalie avec sa personnalité « parfaite » et sympathique. Cependant, avec ses excellentes notes scolaires, son succès comme présidente de l'école et son intensité pour son voyage de coopération internationale au Mali, Dalie se transforme en véritable « Miss Parfaite ». En effet, elle s'adresse à son entourage comme si elle ne « faisait jamais d'erreurs », ce qui tape royalement sur les nerfs de tout le monde, y compris avec sa bande d'amis (et surtout Béa). C'est seulement avec Samuel qu'elle n'agit pas de cette manière. Bref, bien qu'elle flotte sur son petit nuage de perfection, « Miss Parfaite » commence à taper royalement sur les nerfs de tout le monde sans le savoir personnellement et qu'elle devrait sérieusement remettre les pieds sur terre. Toutefois, lors de son retour du Mali, Dalie réalise enfin qu'elle n'a pas été correcte avec son entourage. Elle tente de se rachetée et se réconcilie avec Béa puis avec Rose. À la fin de la saison, Dalie a une chance en or d'aller étudier dans un collège sports-études à Montréal. Samuel l'encourage à accepter l'offre.

« J'ai été élue [présidente de l'école] parce que je me prenais pas au sérieux ! »

— Dalie Desmarais-Rondeau

### Prénom
Comme sa mère admire différentes toiles de peinture, elle est nommée en l'honneur du peintre Salvador Dalí.